# Lubuagan
Lubuagan là một đô thị hạng 4 ở tỉnh Kalinga, Philippines. Theo điều tra dân số năm 2000 của Philipin, đô thị này có dân số 9.875 người trong 1.764 hộ.

## Các đơn vị hành chính
Lubuagan được chia ra 9 barangay.
- Dangoy
- Mabilong
- Mabongtot
- Poblacion
- Tanglag
- Lower Uma
- Upper Uma
- Antonio Canao
- Uma del Norte (Western Uma)